# Clásico barranquillero
El clásico barranquillero es un partido de fútbol jugado en la ciudad colombiana de Barranquilla, donde se enfrentan los equipos de esta misma ciudad.
Actualmente la ciudad cuenta con dos equipos en el fútbol profesional: Junior y Barranquilla F.C..

## ClásicosJunior-Uniautónoma F.C.
El 31 de marzo de 2011 por la Copa Colombia se enfrentaron por primera vez Uniautónoma F.C. y Junior de Barranquilla.
| Local            | Marcador | Visitante        | Fecha             | Torneo              |
| ---------------- | -------- | ---------------- | ----------------- | ------------------- |
| Uniautónoma F.C. | 3 - 1    | Junior           | Marzo 31 - 2011   | Copa Colombia       |
| Junior           | 4 - 2    | Uniautónoma F.C. | Junio 29 - 2011   | Copa Colombia       |
| Uniautónoma F.C. | 0 - 0    | Junior           | Febrero 15 - 2012 | Copa Colombia       |
| Junior           | 4 - 1    | Uniautónoma F.C. | Abril 25 - 2012   | Copa Colombia       |
| Uniautónoma F.C. | 1 - 1    | Junior           | Febrero 13 - 2013 | Copa Colombia       |
| Junior           | 3 - 1    | Uniautónoma F.C. | Abril 24 - 2013   | Copa Colombia       |
| Junior           | 1 - 1    | Uniautónoma F.C. | Febrero 1 - 2014  | Categoría Primera A |
| Uniautónoma F.C. | 1 - 2    | Junior           | Marzo 27 - 2014   | Categoría Primera A |
| Junior           | 3 - 0    | Uniautónoma F.C. | Julio 23 - 2014   | Copa Colombia       |
| Uniautónoma F.C. | 2 - 4    | Junior           | Julio 26 - 2014   | Categoría Primera A |

| Motivo              | PJ | GJN | E | GUA | GolJN | GolUA |
| ------------------- | -- | --- | - | --- | ----- | ----- |
| Categoría Primera A | 3  | 2   | 1 | 0   | 7     | 4     |
| Copa Colombia       | 7  | 4   | 2 | 1   | 16    | 8     |
| TOTALES             | 10 | 6   | 3 | 1   | 23    | 12    |

| PJ: partidos jugados             |
| GJN: ganador Junior              |
| GUA: ganador Uniautónoma F.C.    |
| E: empate                        |
| GolJN: goles de Junior           |
| GolUA: goles de Uniautónoma F.C. |

## Los clásicosJunior-Sporting
El clásico Junior-Sporting fue el primero que se dio en Barranquilla. El primer clásico fue en 1950, año en el que Sporting entra al Fútbol Profesional Colombiano junto al Cúcuta Deportivo. Se jugaron dos clásicos ese año, con victorias para el debutante Sporting, 3-2 y 2-1. En 1951 se jugaron otros dos clásicos entre Junior y Sporting. En estos dos partidos Junior le ganó uno al Sporting 2-1, pero el otro quedó empatado 1-1. Luego, como en una remontada, Junior le ganó los dos clásicos al Sporting con el mismo marcador en los dos partidos: 2-1. En 1953, se jugaron los dos últimos clásicos barranquilleros hasta 1988, cuando se dio el resultado más abultado en estos clásicos hasta ese momento: 3-0 en favor del Sporting. Luego, ese mismo año, Junior y Sporting empataron en el clásico barranquillero donde más goles se vieron: 3-3. Durante largo tiempo los barranquilleros no tuvieron clásicos, ya que el Sporting se retiró del Fútbol Profesional Colombiano hasta 1988, cuando retornaron.
En 1988 siguió el clásico de Barranquilla, jugado en el estadio Metropolitano ante 55.000 personas. El primer partido, el 21 de febrero, terminó 2-0 a favor del Sporting, con goles de Jorge Villar y Cesar Calero. El segundo clásico del año, el 20 de marzo, también lo ganó Sporting, pero esta vez 2-1. Los goles fueron anotados por Edison de la Iglesia y Jorge Villar, quien marcó por segunda vez en el año. Mientras tanto, para Junior, marcó Luis Grau. El tercer clásico del año, el 10 de agosto, Junior igualó el récord del resultado más abultado, goleando al Sporting 3-0. Los goles fueron marcados por William Rico, Kiko Barrios y Juan José Meza. En total, se jugaron 16 partidos entre Junior y Sporting entre 1988 y 1991. 
El saldo fue de cinco triunfos para Junior, cinco para Sporting y cuatro empates. El último partido entre Junior y Sporting fue jugado el 22 de septiembre de 1991, finalizando con victoria para Junior por 3-1. Los goles fueron marcados por Javier Ferreira, Iván René Valenciano y César Calero.

## ClásicosJunior-Unicosta
Entre 1992 y 1996 no hubo clásico barranquillero, ya que el Sporting desapareció del profesionalismo en 1991. Luego, en 1997, nació otro clásico barranquillero con la llegada al profesionalismo del Deportivo Unicosta. El primer juego se celebró el 9 de julio. Junior ganó el partido 3-1 con dos goles de Víctor Pacheco y uno de Oswaldo Mackenzie. El Unicosta ganó un solo clásico barranquillero, el 29 de julio de 1998, 1-0, con gol del argentino Domingo Cardoso. 
En total entre Junior y Unicosta, se jugaron seis clásicos barranquilleros, de los cuales Junior ganó tres, Unicosta ganó uno y empataron dos veces.

## ClásicosJunior-Barranquilla F.C.
La última serie de clásicos barranquilleros se juega entre Junior y Barranquilla F.C. El primer clásico se jugó el 26 de marzo de 2008 con un resultado 1-0 en favor de Junior. El gol fue marcado por Teófilo Gutiérrez.